# Maître de Grosslobming
Le maître de Grosslobming, actif entre 1380 et 1420, est l'un des principaux sculpteurs du gothique international en Autriche. 
Il tire son nom de cinq sculptures destinées au chœur de l'église de Grosslobming, en Styrie, dont quatre sont aujourd'hui exposées au palais du Belvédère, à Vienne, et une cinquième à la Liebieghaus de Francfort.  